# Pyrenula fusoluminata
Pyrenula fusoluminata är en lavart som beskrevs av Aptroot. Pyrenula fusoluminata ingår i släktet Pyrenula och familjen Pyrenulaceae.   Inga underarter finns listade i Catalogue of Life.